# Como te extraño mi amor (álbum)
Cómo te extraño mi amor es el segundo álbum de estudio del cantautor argentino Leo Dan. Fue publicado en Argentina en el año 1964 por la discográfica Orfeo I.C.F.S.A. y  CBS. El LP está integrado por canciones de su autoría, salvo las canciones Nunca me impedirás amarte, que es una adaptación de la canción You can never stop me loving you, autoría de Ian Samwell y Jean Lincoln Slater y la canción El solitario autoría de José Carli y Limache.

## Producción
En Argentina el disco fue publicado por Orfeo I.C.F.S.A. y  CBS. En Colombia este disco fue publicado y distribuido por Columbia. Mientras que en Costa Rica fue publicado por Indica SA, con un arte de tapa muy distinto al resto de los países. En la portada sale una mujer rubia. Lo otro distintivo es que en la galleta (círculo o etiqueta interna del disco) del lp, SADAIC es mencionada en los créditos de cada canción.En Perú esta producción fue lanzada por Industrial Sono-Radio S.A. con el título Más amor, con un arte de tapa en donde una mujer aparece entre flores de colores. 
De este disco se destacaron exitosamente las canciones Como te extraño mi amor, Santiago Querido, y Estelita. Para esta producción, al igual que en su disco debut Leo Dan,  grabó con Milo y su orquesta. 
La revista Billboard publicó en su edición del 11 de julio de 1964 que la canción Como te extraño mi amor, había llegado al #1 en el listado de popularidad en Argentina, mientras que la canción Santiago querido se ubicaba en el puesto #8. Mientras en Perú el cantautor ubicó 3 hits en la lista de popularidad: Como te extraño mi amor, en el puesto #2; Lita en el puesto #5 y Te pido que me guíes en el puesto #7. 
En México se publicó como un LP que es un compilado con el título Leo Dan, conservando el arte de tapa con fondo rojo, con un tracklist que reúne canciones de esta producción y de su disco debut Leo Dan del año 1963. Solo 6 canciones de esta producción están presentes en esa publicación: Nunca Me impedirás amarte, Como te extraño mi amor, El solitario, No sé tu nombre y Santiago querido.Esta versión también se publicó en Venezuela por el sello La Discoteca C.A. 
En el año 1977 CBS publicó en Argentina en LP y en casete nuevamente con el título Cómo te extraño mi amor pero solo esta canción está presente de la producción original de 1964.
El sitio Discogs tiene registros de publicaciones de sencillos de este disco en Perú, Costa Rica, Venezuela, México y España. En algunos casos son EP con 4 canciones.
Actualmente la canción Cómo te extraño mi amor, primer sencillo promocional de este álbum, lleva, al día del fallecimiento del cantautor, más de 225 millones de escuchas en Spotify, siendo su canción más escuchada en la plataforma.

## Lista de canciones

### Edición Argentina: Como te extraño mi amor[9]
| Lado A |                             |                                  |          |  |
| N.º    | Título                      | Escritor(es)                     | Duración |  |
| 1.     | «Santiago querido»          | Leo Dan                          | 2:24     |  |
| 2.     | «Cómo te extraño mi amor»   | Leo Dan                          | 2:55     |  |
| 3.     | «Ya Tienes Amor»            | Leo Dan                          | 1:51     |  |
| 4.     | «Lita»                      | Leo Dan                          | 2:30     |  |
| 5.     | «Nunca Me Impedirás Amarte» | Ian Samwell, Jean Lincoln Slater | 2:31     |  |
| 6.     | «Estelita»                  | Leo Dan                          | 2:21     |  |

| Lado B |                   |                     |          |  |
| N.º    | Título            | Escritor(es)        | Duración |  |
| 1.     | «Dulce Cristina»  | Leo Dan             | 2:38     |  |
| 2.     | «El Solitario»    | José Carli, Limache | 1:50     |  |
| 3.     | «Manoli»          | Leo Dan             | 2:10     |  |
| 4.     | «Lo Sabes Tú»     | Leo Dan             | 1:54     |  |
| 5.     | «No Sé Tu Nombre» | Leo Dan             | 1:45     |  |
| 6.     | «Normita»         | Leo Dan             | 2:02     |  |

### Edición Compilado: "Leo Dan"[10]
| Lado A |                          |                                                             |          |  |
| N.º    | Título                   | Escritor(es)                                                | Duración |  |
| 1.     | «Celia»                  | Leo Dan                                                     | 1:50     |  |
| 2.     | «Mary Isabel»            | Leo Dan                                                     | 2:04     |  |
| 3.     | «Desencadena Mi Corazón» | Bobby Sharp (Agnes Vivian Jones)Teddy Powell (Freddy James) | 2:00     |  |
| 4.     | «Decí Por Qué No Querés» | Palito Ortega, Dino Ramos                                   | 2:13     |  |
| 5.     | «Marisa»                 | Leo Dan                                                     | 2:32     |  |
| 6.     | «Fanny»                  | Leo Dan                                                     | 2:37     |  |

| Lado B |                             |                                       |          |  |
| N.º    | Título                      | Escritor(es)                          | Duración |  |
| 1.     | «Nunca Me Impedirás Amarte» | Ian Samwell, Jean Lincoln Slater      | 2:31     |  |
| 2.     | «Cómo te extraño mi amor»   | Leo Dan                               | 2:55     |  |
| 3.     | «El Solitario»              | José Carli, Limache                   | 1:51     |  |
| 4.     | «No Sé Tu Nombre»           | Leo Dan                               | 1:45     |  |
| 5.     | «Santiago Querido»          | Leo Dan                               | 2:24     |  |
| 6.     | «Canta El Corazón»          | Alberto Losavio, Julio César Palacios | 2:37     |  |

### Edición Peruana: Más amor[11]
| Lado A |                             |                                  |          |  |
| N.º    | Título                      | Escritor(es)                     | Duración |  |
| 1.     | «Santiago querido»          | Leo Dan                          | 2:24     |  |
| 2.     | «Cómo te extraño mi amor»   | Leo Dan                          | 2:55     |  |
| 3.     | «Ya Tienes Amor»            | Leo Dan                          | 1:51     |  |
| 4.     | «Lita»                      | Leo Dan                          | 2:30     |  |
| 5.     | «Nunca Me Impedirás Amarte» | Ian Samwell, Jean Lincoln Slater | 2:31     |  |
| 6.     | «Estelita»                  | Leo Dan                          | 2:21     |  |

| Lado B |                   |                     |          |  |
| N.º    | Título            | Escritor(es)        | Duración |  |
| 1.     | «Dulce Cristina»  | Leo Dan             | 2:38     |  |
| 2.     | «El Solitario»    | José Carli, Limache | 1:50     |  |
| 3.     | «Manoli»          | Leo Dan             | 2:10     |  |
| 4.     | «Lo Sabes Tú»     | Leo Dan             | 1:54     |  |
| 5.     | «No Sé Tu Nombre» | Leo Dan             | 1:45     |  |
| 6.     | «Normita»         | Leo Dan             | 2:02     |  |

## Créditos
- Leo Dan - Voz, composición.
- Milo Y Su Conjunto

## Sencillos y EP
EP Vinilo 7'': «Lita» - Sello: CBS / Hispavox - País: España - Año: 1964
| Cara A |                           |              |          |  |
| N.º    | Título                    | Compositores | Duración |  |
| 1.     | «Lita»                    | Leo Dan      | 2:27     |  |
| 2.     | «Cómo te extraño mi amor» | Leo Dan      | 2:53     |  |

| Cara B |                                             |                                                             |          |  |
| N.º    | Título                                      | Compositores                                                | Duración |  |
| 1.     | «Desencadena Mi Corazón (Unchain My Heart)» | Bobby Sharp (Agnes Vivian Jones)Teddy Powell (Freddy James) | 2:00     |  |
| 2.     | «Te Pido Que Me Guies»                      | Leo Dan                                                     | 2:10     |  |

EP Vinilo 7'' 45RPM: «Esto» - Sello: CBS - País: Portugal - Año: 1964
| Cara A |             |              |          |  |
| N.º    | Título      | Compositores | Duración |  |
| 1.     | «Esto»      | Leo Dan      | 1:47     |  |
| 2.     | «Rubiecita» | Leo Dan      | 2:26     |  |

| Cara B |                           |              |          |  |
| N.º    | Título                    | Compositores | Duración |  |
| 1.     | «Cómo te extraño mi amor» | Leo Dan      | 2:55     |  |
| 2.     | «Mary Isabel»             | Leo Dan      | 2:04     |  |

Vinilo 7'' 33RPM: «Como te extraño mi amor» - Sello: CBS - País: Argentina - Año: 1964
| Cara A |                           |              |          |  |
| N.º    | Título                    | Compositores | Duración |  |
| 1.     | «Como te extraño mi amor» | Leo Dan      | 2:55     |  |

| Cara B |        |              |          |  |
| N.º    | Título | Compositores | Duración |  |
| 1.     | «Lita» | Leo Dan      | 2:27     |  |

Vinilo 7'' 45RPM: «Cómo te extraño mi amor» - Sello: CBS - País: Chile / Perú / Ecuador / Costa Rica - Año: 1964 
| Cara A |                           |              |          |  |
| N.º    | Título                    | Compositores | Duración |  |
| 1.     | «Cómo te extraño mi amor» | Leo Dan      | 2:55     |  |

| Cara B |        |              |          |  |
| N.º    | Título | Compositores | Duración |  |
| 1.     | «Lita» | Leo Dan      | 2:27     |  |

Vinilo 7'' 45RPM: «Cómo te extraño mi amor» - Sello: CBS - País: Costa Rica - Año: 1970 
| Cara A |                           |              |          |  |
| N.º    | Título                    | Compositores | Duración |  |
| 1.     | «Cómo te extraño mi amor» | Leo Dan      | 2:55     |  |

| Cara B |        |              |          |  |
| N.º    | Título | Compositores | Duración |  |
| 1.     | «Lita» | Leo Dan      | 2:27     |  |

Vinilo 7'' 45RPM: «Cómo te extraño mi amor» - Sello: CBS - País: Venezuela - Año: 1964
| Cara A |                           |              |          |  |
| N.º    | Título                    | Compositores | Duración |  |
| 1.     | «Cómo te extraño mi amor» | Leo Dan      | 2:55     |  |

| Cara B |                    |                                       |          |  |
| N.º    | Título             | Compositores                          | Duración |  |
| 1.     | «Canta el corazón» | Alberto Losavio, Julio César Palacios | 1:39     |  |

EP Vinilo 7'' 45RPM: «Cómo te extraño mi amor» - Sello: CBS / Hispavox - País: México - Año: 1964
| Cara A |                           |                     |          |  |
| N.º    | Título                    | Compositores        | Duración |  |
| 1.     | «Cómo te extraño mi amor» | Leo Dan             | 2:53     |  |
| 2.     | «El solitario»            | José Carli, Limache | 2:50     |  |

| Cara B |                             |                                  |          |  |
| N.º    | Título                      | Compositores                     | Duración |  |
| 1.     | «Celia»                     | Leo Dan                          | 2:00     |  |
| 2.     | «Nunca Me Impediras Amarte» | Ian Samwell, Jean Lincoln Slater | 2:31     |  |

Vinilo 7'' 45RPM: «Ya tienes amor» - Sello: CBS - País: Costa Rica - Año: 1964
| Cara A |                  |              |          |  |
| N.º    | Título           | Compositores | Duración |  |
| 1.     | «Ya tienes amor» | Leo Dan      | 1:51     |  |

| Cara B |                             |                                  |          |  |
| N.º    | Título                      | Compositores                     | Duración |  |
| 1.     | «Nunca me impediras amarte» | Ian Samwell, Jean Lincoln Slater | 2:31     |  |